# Denno
Denno település Olaszországban, Trento megyében. Lakosainak száma 1243 fő (2023. január 1.). Denno Campodenno, Contà, Predaia, Ville d'Anaunia és Ton községekkel határos.

## Népesség
A település népességének változása:
| Lakosok száma | 1285 | 1264 | 1243 |
|               | 2017 | 2018 | 2023 |